# Hubertia
Hubertia es un género de plantas herbáceas perteneciente a la familia de las asteráceas. Comprende 27 especies descritas y de estas, solo 22 aceptadas.

## Taxonomía
El género fue descrito por Jean-Baptiste Bory de Saint-Vincent y publicado en Voyage dans les Quatre Principales Îles des Mers d'Afrique 1: 334. 1804.

## Algunas especies aceptadas
A continuación se brinda un listado de las especies del género Hubertia aceptadas hasta julio de 2012, ordenadas alfabéticamente. Para cada una se indica el nombre binomial seguido del autor, abreviado según las convenciones y usos.
- Hubertia adenodonta (DC.) C.Jeffrey
- Hubertia alleizettei C.Jeffrey
- Hubertia andringitrensis C.Jeffrey
- Hubertia bathiaei C.Jeffrey
- Hubertia beguei C.Jeffrey
- Hubertia faujasioides C.Jeffrey
- Hubertia foliatilis (S.Moore) C.Jeffrey
- Hubertia heimii C.Jeffrey
- Hubertia humblotii (Klatt) C.Jeffrey
- Hubertia hypargyrea (DC.) C.Jeffrey
- Hubertia ivohibeensis C.Jeffrey
- Hubertia lampsanifolia C.Jeffrey
- Hubertia leucanthothamnus C.Jeffrey
- Hubertia multifoliosa (Klatt) C.Jeffrey
- Hubertia myricifolia (DC.) C.Jeffrey
- Hubertia myrtifolia (Klatt) C.Jeffrey
- Hubertia neoheimii C.Jeffrey
- Hubertia olivacea (Klatt) C.Jeffrey
- Hubertia pleiantha C.Jeffrey
- Hubertia riparia (DC.) C.Jeffrey
- Hubertia rosellata (DC.) C.Jeffrey
- Hubertia tsimihety C.Jeffrey